# Coventry (autoblindo)
La Coventry Armoured Car era una autoblindo prodotta in Gran Bretagna durante il periodo finale della seconda guerra mondiale. Questo veicolo doveva sostituire sia la Daimler Armoured Car che la Humber Armoured Car.
La Coventry era un progetto molto avanzato. L'aspetto era molto simile a quello della autoblindo prodotta dalla Daimler Motor Company dalla quale differiva per le sospensioni e per la trasmissione che seguivano una configurazione più convenzionale. Anche su questa autoblindo era presente il doppio posto di guida che permetteva, se necessario, un veloce disimpegno.
Ne furono prodotte due versioni. La prima, MK. I, era dotata del cannone da 2 libbre al quale era abbinata una mitragliatrice Besa da 7,92 mm. La torretta permetteva di ospitare tre operatori. La versione successiva, Mk. II, disponeva del più potente cannone da 75 mm. L'adozione di questa arma fece sì che potessero operarvi solo due persone. Pertanto l'equipaggio venne ridotto di una unità.
La produzione avveniva presso gli stabilimenti della Humber e le consegne all'esercito britannico delle prime Mk. I cominciarono nel giugno 1944. Alla fine dell'anno ne erano state prodotte 63. L'anno successivo vennero realizzate altri 220 esemplari.
La Coventry arrivò troppo tardi per prendere parte agli ultimi combattimenti della seconda guerra mondiale. Alcuni esemplari furono venduti alla Francia che le impiegò durante la guerra d'Indocina.